# لات‌سیاه‌مشته
لات سیاه مشته، روستایی است از توابع   بخش نشتا شهرستان تنکابن در استان مازندران ایران.

## جمعیت
این روستا در دهستان کترا قرار دارد و براساس سرشماری مرکز آمار ایران در سال ۱۳۸۵، جمعیت آن ۵۵ نفر (۱۵خانوار) بوده‌است.